# Scutellastra
Scutellastra is een geslacht van weekdieren uit de klasse Gastropoda (slakken).

## Soorten
- Scutellastra aphanes (Robson, 1986)
- Scutellastra argenvillei (Krauss, 1848)
- Scutellastra aurorae (C. A. Fleming, 1973) †
- Scutellastra barbara (Linnaeus, 1758)
- Scutellastra chapmani (Tenison-Woods, 1876)
- Scutellastra cochlear (Born, 1778)
- Scutellastra cooperi (Powell, 1938) †
- Scutellastra exusta (Reeve, 1854)
- Scutellastra flexuosa (Quoy & Gaimard, 1834)
- Scutellastra granularis (Linnaeus, 1758)
- Scutellastra kermadecensis (Pilsbry, 1894)
- Scutellastra laticostata (Blainville, 1825)
- Scutellastra longicosta (Lamarck, 1819)
- Scutellastra mexicana (Broderip & G. B. Sowerby I, 1829)
- Scutellastra miliaris (Philippi, 1848)
- Scutellastra obtecta (Krauss, 1848)
- Scutellastra optima (Pilsbry, 1927)
- Scutellastra peronii (Blainville, 1825)
- Scutellastra tabularis (Krauss, 1848)
- Scutellastra tucopiana Powell, 1925